# Eppisburg
Eppisburg ist ein Gemeindeteil von Holzheim im schwäbischen Landkreis Dillingen an der Donau in Bayern. Der Ort wurde am 1. Mai 1978 nach Holzheim eingemeindet.

## Lage
Das Pfarrdorf liegt zweieinhalb Kilometer östlich von Holzheim am Nordfuß der Iller-Lech-Platte.

## Geschichte
Auf der Gemarkung wurden Bodenfunde aus der Hallstatt- und Keltenzeit gemacht. Nördlich von Eppisburg führt die Römerstraße Günzburg – Burghöfe vorbei. Eppisburg wird um 1099 erstmals als „Eppinespurch“ genannt. Über dem Ort lag eine Burg, der Sitz der Herren von Eppisburg, die die Grundherrschaft ausübten. 1099 wird „Hartwic von Eppinespurch“ genannt. 1280 waren die Herren von Roth im Besitz des Dorfes. Wolfhard von Roth, 1288 bis 1302 Bischof von Augsburg, schenkte ihn zwischen 1283 und 1287 an das Margarethenkloster in Augsburg. 1534 fiel Eppisburg an die Reichsstadt Augsburg und kam danach auf dem Tauschwege an das Hochstift Augsburg. Eppisburg war Sitz eines Vogtamtes, das zunächst dem Rentamt Dillingen und ab 1789 dem Pflegamt Weisingen unterstellt war. Im Zuge der Säkularisation 1802/03 kam Markt Eppisburg an Bayern und wurde zum 1. Juni 1804 dem Landgericht Dillingen zugeteilt.

## Wappen
Rot-silber gespaltener Schild mit Verwechselten Farben im Schildhaupt als Symbol der Zugehörigkeit zum Hochstift Augsburg (1570–1803). Durch die Reformation kam die Ortsherrschaft des Dominikanerklosters St. Margareth in Augsburg über die Reichsstadt Augsburg an den Hochstift Augsburg. An das Kloster erinnert der gold-grün geteilte Drache (Basilisk). Die beiden Türme im Schildhaupt erinnern an den Ortsnamensbestandteil „-burg“ und auch an die beiden auf Eppisburger Gemarkung liegenden ehemaligen Burgen.
Genehmigt wurde es am 3. Februar 1971.

## Religionen

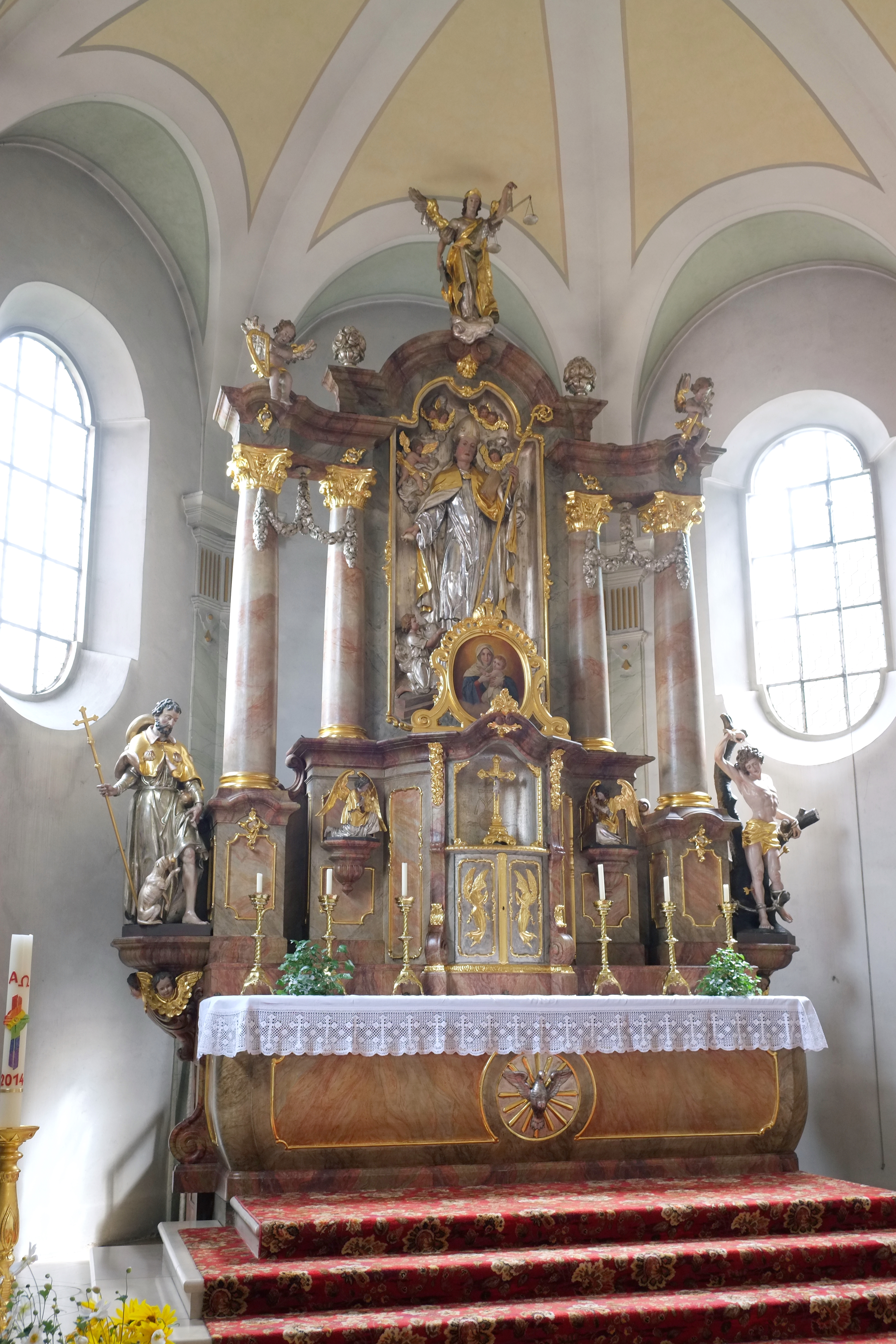
Hauptaltar der Kirche St. Nikolaus

Eppisburg gehörte zur Pfarrei Holzheim und wurde 1862 zur eigenen Pfarrei erhoben. 1285 ist bereits eine Kirche im Ort bezeugt. Die heutige katholische Pfarrkirche St. Nikolaus wurde 1922 bis 1924 nach den Plänen des Münchner Architekten Lorenz Ungewitter errichtet.

## Bevölkerungsentwicklung
- 1840: 476 Einwohner
- 1875: 474 Einwohner
- 1939: 478 Einwohner
- 1950: 658 Einwohner
- 1961: 454 Einwohner[1]
- 1970: 489 Einwohner[1]
- 1980: 486 Einwohner
- 2000: 628 Einwohner
- 2014: 670 Einwohner

## Bodendenkmäler
Siehe: Liste der Bodendenkmäler in Holzheim (bei Dillingen an der Donau)